# Frederick Varley

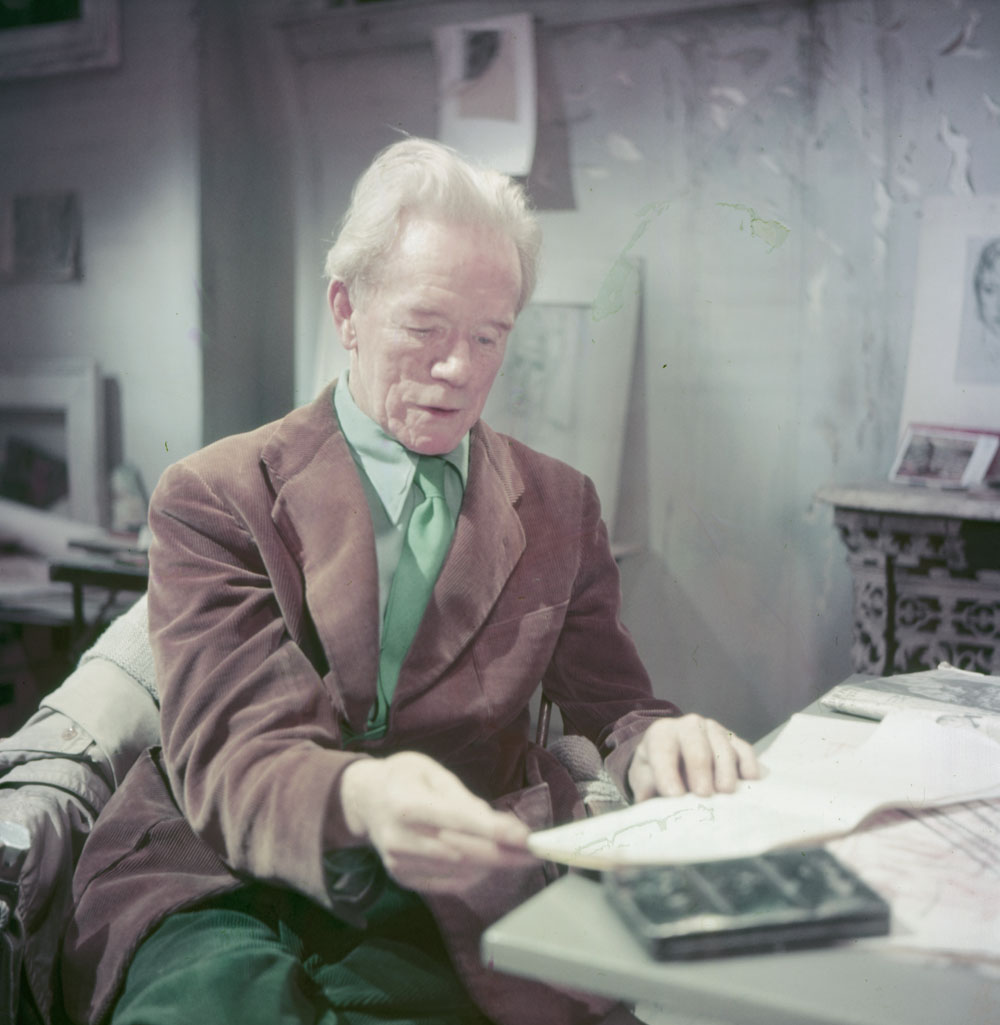
Frederick Varley, Oktober 1951

Frederick Horsman Varley (* 2. Januar 1881 in Sheffield, England; † 8. September 1969 in Toronto, Kanada) war ein kanadischer Maler britischer Herkunft und Gründungsmitglied der Group of Seven. 

## Leben
Frederick Horsman Varley erhielt seine künstlerische Ausbildung an der Sheffield School of Art (1892–1900) und der Académie royale des beaux-arts in Antwerpen (1900–1902), wo er Gemälde von Rubens im Original studierte. Nach einer erfolglosen Karriere als Illustrator und Kunstlehrer in England wanderte Frederick Varley 1912 nach Kanada aus. Durch die Vermittlung von Arthur Lismer, einem Freund aus Sheffield, der ein Jahr zuvor nach Kanada ausgewandert war, fand er eine Anstellung als kommerzieller Illustrator in Toronto und schloss Freundschaft mit Tom Thomson und Franklin Carmichael.

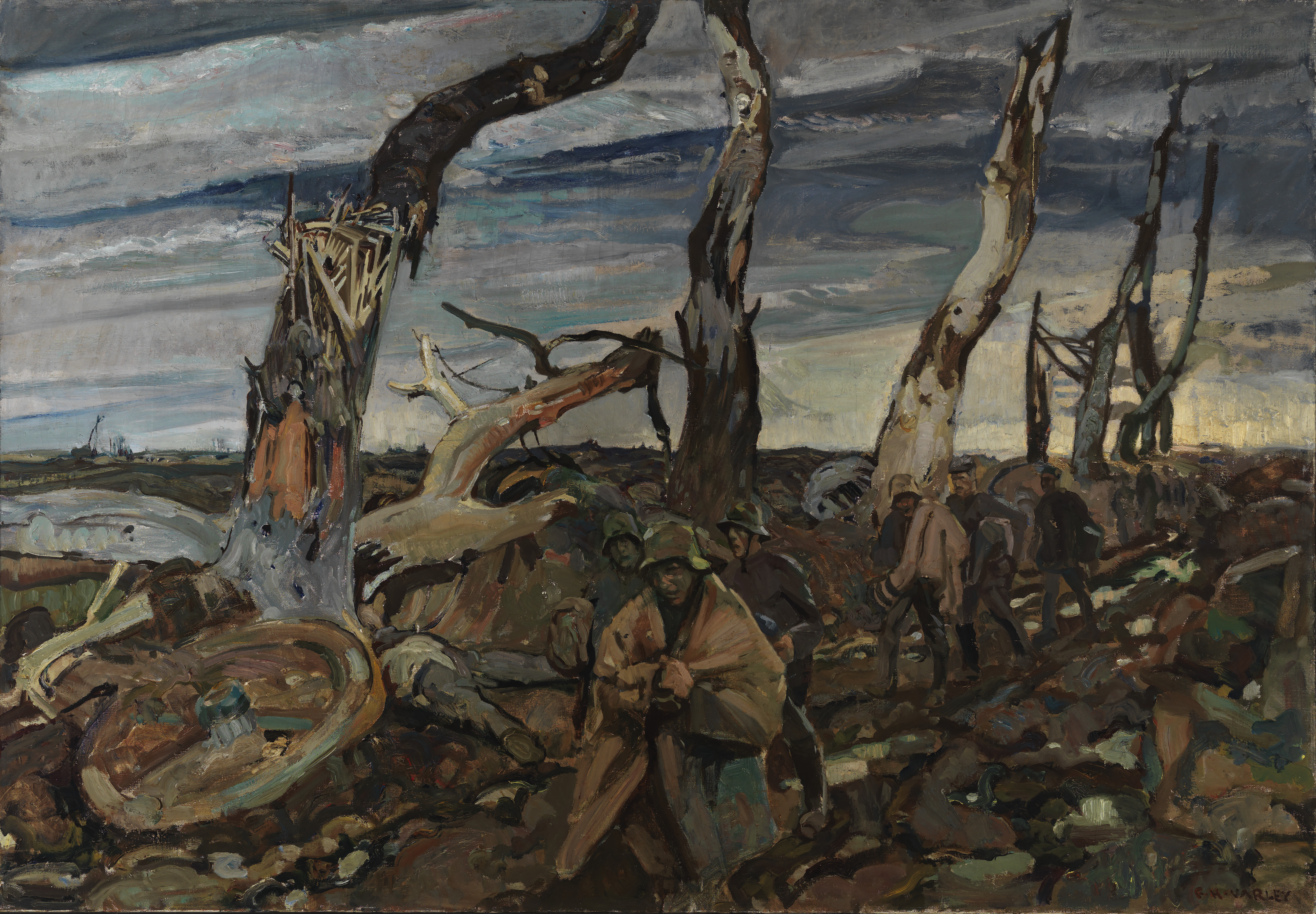
Frederick Varley: German Prisoners (Deutsche Gefangene), zwischen 1918 und 1920. Canadian War Museum, Ottawa

Im Ersten Weltkrieg diente Frederick Varley als offizieller Kriegsmaler. Seine Werke dokumentierten die Brutalität des Krieges und zeigten häufig Szenen der Zerstörung und der menschlichen Verluste. Diese Erfahrung prägte seine Kunst nachhaltig. Verschiedene seiner Werke sind Teil der Sammlung des Canadian War Memorials Fund. 
Im Mai 1920 wurde Frederick Varley Gründungsmitglied der Group of Seven. Er teilte jedoch nicht die Begeisterung der Gruppe für die Landschaft Ontarios und versuchte in den frühen 1920er Jahren, seinen Lebensunterhalt als Porträtist zu verdienen. Im Gegensatz zu vielen seiner Kollegen konzentrierte sich Frederick Varley auf Figurenmalerei und spirituelle Themen. Vincent Massey gab mehrere Arbeiten in Auftrag, doch Frederick Varley verdiente nur wenig Geld und begann 1926 an der Vancouver School of Decorative and Applied Arts zu unterrichten.
In den folgenden zehn Jahren entstanden Hunderte von Landschaftsbildern in Öl und Aquarell, die sich durch einen feinen Strich, exotische Farben, ungewöhnliche Blickwinkel und nach 1933 durch eine Metamorphose der Formen auszeichnen. 1933 eröffnete er zusammen mit J. E. H. MacDonald seine eigene Schule, das BC College of Arts. Obwohl die Schule gut besucht war, wurde sie nach zwei Jahren wegen der Weltwirtschaftskrise geschlossen. 1936 war Frederick Varley bankrott und zog nach Ottawa, um zu versuchen, seine Karriere als Porträtmaler wieder aufzunehmen. In den folgenden neun Jahren pendelte er zwischen Ottawa und Montreal und malte nur wenige Bilder, außer 1938, als er mit dem Versorgungsschiff der Regierung, der Nascopie, in die Arktis fuhr. 1944 kehrte er nach Toronto zurück und unterrichtete 1948–49 an der Doon Summer School of Fine Arts in der Nähe von Kitchener. 1955 unternahm er eine Skizzenreise nach Cape Breton und 1957 die erste von mehreren Malreisen nach British Columbia. Seine berühmten Werke wie Stormy Weather, Georgian Bay, 1921 (National Gallery of Canada, Ottawa) zeugen von seiner Fähigkeit, Naturgewalten eindrucksvoll darzustellen.
Varley starb 1969 in Toronto. Er wurde auf dem Gelände der McMichael Canadian Art Collection in Kleinburg, Ontario, neben anderen Mitgliedern der Group of Seven beigesetzt. Zu seinen Ehren wurden in Kanada Schulen und eine Kunstgalerie nach ihm benannt.

## Würdigung
Die kanadische Bundesregierung ehrte Varley am 18. Mai 1974 für sein Schaffen und erklärte ihn zu einer „Person von nationaler historischer Bedeutung“.